# Приют (Магдалиновский район)
Прию́т (укр. Приют) — село,
Приютский сельский совет,
Магдалиновский район,
Днепропетровская область,
Украина.
Код КОАТУУ — 1222386501. Население по переписи 2001 года составляло 441 человек.
Является административным центром Приютского сельского совета, в который, кроме того, входят сёла
Весёлое,
Вишнёвое,
Ивановка,
Нововасилевка,
Новоспасское и
Тарасо-Шевченковка.

## Географическое положение
Село Приют находится между реками Кильчень (3,5 км) и Чаплинка (5 км),
примыкает к селу Ивановка,
на расстоянии в 1 км расположены сёла Новоспасское, Вишнёвое и Весёлое.
Через село протекает ирригационный канал.

## История
- Близ села Приют раскопали пять курганов эпохи бронзы (III—I тысячелетия до н. эры).
- Село Приют основано в 1924 году переселенцами из сел Чаплинка, Першотравенка, Петриковка.

## Объекты социальной сферы
- Школа I—II ст.
- Детский сад.
- Дом культуры.
- Фельдшерско-акушерский пункт.

## Достопримечательности
- Братская могила советских воинов.